# Sonic Team
Sonic Team，是一間由日本電子遊戲公司世嘉在1990年成立的電子遊戲開發商，目前隸屬於2008年成立的「世嘉消費者研發第二部」（日語：セガ第二CS研究開発部，簡稱「世嘉CS2 R&D」）旗下開發部門。

## 歷史

### 早期與音速小子系列（1990年至1994年）

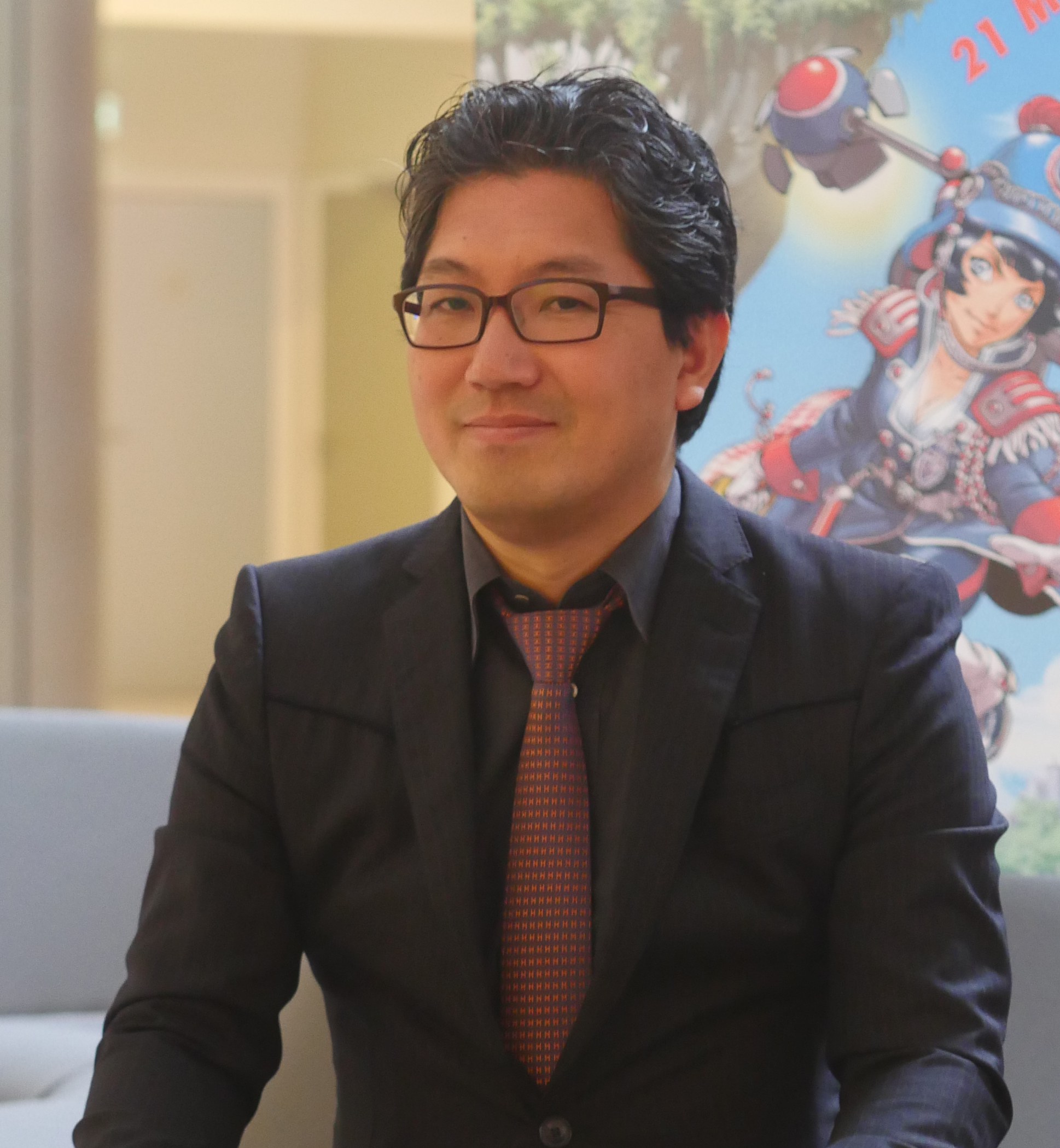
中裕司，Sonic Team的程式設計師，後來成為Sonic Team代表。

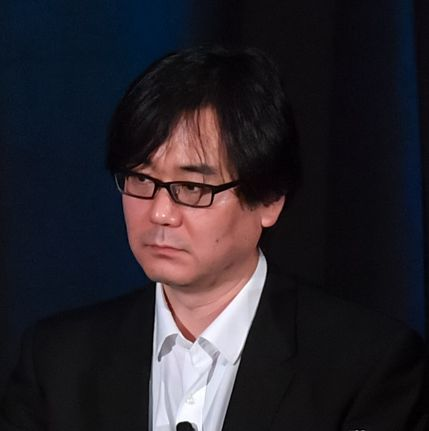
安原廣和，Sonic Team的關卡設計師，超音鼠系列經典關卡碧绿丘陵地带的設計者。

1990年成立時原本是世嘉企業（日語：株式会社セガ・エンタープライゼス）旗下的部門之一，稱為「第九研究開發部」（日語：第9研究開発部，簡稱：世嘉R&D 9），從「第二研究開發部」（日語：第2研究開発部，簡稱：世嘉R&D 2）分拆出來。R&D 9部門成立原因是為了與任天堂及其吉祥物瑪利歐競爭，進而在電子遊戲業界立足。部門創始人為程式設計師中裕司、人物設計師大島直人和關卡設計師安原廣和，他們在1991年改名為「Sonic Team」，名稱取自他們開發出的著名遊戲《音速小子》（Sonic the Hedgehog）與其新的世嘉吉祥物。接下來中裕司與安原廣和加入由當時是世嘉員工的马克·塞尔尼創立於美國加州的世嘉技術開發研究所（簡稱STI，為世嘉美國的子公司），主導開發《音速小子2》、《音速小子3》和《音速小子與納克魯斯》，而大島直人則留在日本主導《音速小子CD》的開發。在此期間，仍然採用了Sonic Team作為開發團隊名稱，不過當時Sonic Team還不是一個正式的遊戲部門。
在《音速小子與納克魯斯》發行之後，安原廣和辭職，理由是與中裕司存在分歧。其後安原廣和留在世嘉美國，並先後在世嘉歐洲和當時是世嘉全資子公司的Visual Concepts任職直至2002年正式離開世嘉。

### 公司重組和創立新的知识产权（1994年至2000年）

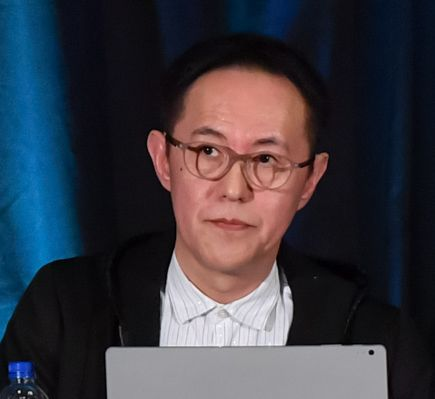
大島直人，設計出音速小子角色的Sonic Team人物設計師，並主導開發了《音速小子CD》和《飛天幽夢》。

中裕司於1994年底離開STI並從美國回到日本重歸Sonic Team，與大島直人團聚之餘亦帶來參與《音速小子3》和《音速小子與納克魯斯》關卡設計的飯塚隆，是STI一起工作時的下屬。此後中裕司於1996年成為新成立的遊戲部門世嘉CS3（第二代）負責人（與1991年創立，1995年解散的第一代世嘉CS3除了參與《音速小子CD》開發外並沒有任何關聯，後來於1999年更名為R&D 8或AM8），並正式創立Sonic Team品牌標誌。在中裕司的帶領下，Sonic Team開始研究一些新的知识产权作品，包括不以音速小子為特色在世嘉土星平台發行的《飛天幽夢》和《烈火英豪》。中裕司表示，《飛天幽夢》的推出是Sonic Team真正形成品牌的時候。
不過世嘉土星並沒有取得與Mega Drive一樣的商業成功，因此世嘉將精力集中在一款新的遊戲機Dreamcast上，該遊戲機於1998年5月在日本首次亮相並於11月27日推出。Dreamcast被視為Sonic Team重新審視音速小子系列的機會，因為該系列近年來一直停滯不前。Sonic Team最初為世嘉土星製作一款全3D音速小子遊戲，從1997年在世嘉土星平台上推出的合輯《音速小子 嘉年華》裹的全3D互動博物館「音速小子世界」可見一斑，但最後開發轉移到Dreamcast，以配合世嘉的計劃。飯塚隆成為該專案的總監，他一直以來想製作一款角色扮演類的音速小子遊戲，並認為Dreamcast足夠強大，可以實現他的願景。該專案成為1998年12月推出的《音速小子大冒險》（Sonic Adventure），成為最暢銷的Dreamcast遊戲。
在《音速小子大冒險》發行之後，於1999年由包括飯塚隆在內的12名Sonic Team員工搬到美國後新成立「Sonic Team USA」（Sonic Team美國分部），並開發其續作《音速小子大冒險2》（Sonic Adventure 2）。同年大島直人離開了世嘉，與石井洋兒成立了獨立的遊戲開發公司「ARTOON」（2010年6月退任，並再與石井洋兒共同創立「ARZEST」公司，目前擔任該公司社長）。

### 世嘉子公司時期（2000年至2004年）
當Dreamcast在商業市場上失敗之後，在2000年7月1日為配合世嘉分公司化的政策，Sonic Team一度成為世嘉的獨立子公司（日語：株式会社ソニックチーム，Sonic Team USA亦成為旗下子公司，負責在美國從事遊戲開發、翻譯和市場研究。），而世嘉退出主機市場後開始向任天堂靠攏隨，最明顯的例子就是音速小子後來的發售平台多以任天堂的為主（掌上型遊戲機的《音速小子》作品並非由Sonic Team製作，如《音速小子GBA系列》（GBA）和《音速小子RUSH》（NDS）等是由「Dimps」公司開發，Sonic Team只負責監修。），亦多次發表了對於任天堂主機的讚美（NDS和Wii）。
從2001年開始，Sonic Team成為益智遊戲魔法氣泡系列主要開發商，取代開發權即將結束的Compile公司，至2013年後由母公司世嘉接手其開發。
在2003年的重組中，與另一家世嘉的子公司United Game Artists（原世嘉AM9）合併。

### 回歸世嘉部門（2004年至2008年）
2004年7月1日重新與世嘉公司整合，成為旗下的一個開發部門至今。當時隸屬於新成立的「世嘉全球娛樂開發研究第一部」（日語：セガ第一GE研究開発部，簡稱「世嘉GE1」）旗下開發部門，而Sonic Team USA更名為「世嘉美國開發部」（Sega Studios USA），亦因為世嘉與日本柏青哥製造商颯美（Sammy）公司合併而回歸母公司，內部的員工除了增加颯美以外還多了些新人，但卻有多數老鳥離職，此舉導致Sonic Team後續的遊戲逐漸失去原有的水準。實際上，在合併計畫之前就有不少玩家批評Sonic Team的遊戲漸偏劣質。
2006年5月8日，Sonic Team主導中裕司帶著十位同仁離開了世嘉，成立了獨立的遊戲開發公司「PROPE」（2017年4月起成為只有中裕司的一人公司，至2022年底因涉嫌參與股票內幕交易被捕而解散）。

### 現狀（2008年至今）

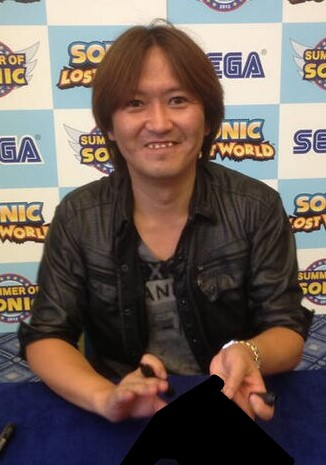
，自2008年起成為Sonic Team代表。

2008年，世嘉的美國部門Sega Studio USA被併入Sonic Team，使原擔任Sega Studio USA部長的飯塚隆成為Sonic Team代表和音速小子系列的主要製作人，同時Sonic Team成為「世嘉消費者研發第二部」旗下開發部門。
在一系列反響不佳的音速小子系列發行之後，Sonic Team在2010年至2012年間發行《刺猬索尼克4：第一章》和《第二章》、《音速小子 繽紛色彩》及《索尼克世代》，並重新關注速度和更傳統的橫向卷軸，這些作品都獲得了更好的評價。飯塚在接受Polygon採訪時承認，Sonic Team將發行遊戲置於品質之上，並且對後來的第三方刺猬索尼克遊戲（例如《索尼克音爆：抒情的興起》）的參與度不夠。他希望Sonic Team的標誌能夠成為「品質的標誌」。

## 遊戲軟體作品

### PlayStation 3
- Sonic The Hedgehog　　次世代音速小子
- Sonic World Adventure  音速小子世界冒險

### XBOX 360
- Sonic The Hedgehog　　次世代音速小子
- Phantasy Star　　夢幻之星宇宙紀

### Wii
- Sonic Riders Shooting Star Story　　音速小子 滑板競速之流星物語
- NiGHTS Journey of Dreams　　飛天幽夢~星夜下的故事~
- Sonic and the Secret Ring　　音速小子與秘密的戒指
- Sonic World Adventure  音速小子世界冒險
- Sonic and the Black Knight　　音速小子與暗黑騎士

### PSP
- Phantasy Star 2 Portable　　夢幻之星2 攜帶版
- Phantasy Star Portable　　夢幻之星 攜帶版
- Puyo Pop Fever 2　　狂熱魔法氣泡2
- Puyo Pop Fever　　狂熱魔法氣泡

### Nintendo DS
- Sonic Rush Adventure　　音速小子極速歷險
- Sonic Rush　　音速小子Rush
- Puyo Pop Fever 2　　狂熱魔法氣泡2
- Puyo Pop Fever　　狂熱魔法氣泡
- The Rub Rabbits　　孩子是哪來的啊？
- Feel the Magic XY/XX(Project Rub)　　願為你死

### PlayStation 2
- Phantasy Star Ambition of the Illuminus　　夢幻之星宇宙紀 伊魯米納斯的野望
- Sonic Riders　　音速小子 滑板競速
- Shadow the Hedgehog　　音速小子外傳：闇影刺蝟尋憶記
- Phantasy Star Universe　　夢幻之星 宇宙紀
- Puyo Pop Fever 2　　狂熱魔法氣泡2
- Puyo Pop Fever　　狂熱魔法氣泡
- Astro Boy　　原子小金剛
- Sonic Heroes　　音速小子 群英會
- Space Channel 5　　太空頻道5 Part 2

### Nintendo Game Cube
- Sonic Riders　　音速小子 滑板競速
- Shadow the Hedgehog　　音速小子外傳：闇影刺蝟尋憶記
- Puyo Pop Fever　 狂熱魔法氣泡
- Sonic Heroes　　音速小子 群英會
- Sonic Adventure DX　　音速小子大冒險DX
- Sonic Adventure 2 Battle　　音速小子大冒險2正邪之戰
- Phantasy Star Online Episode III C.A.R.D. Revolution　　夢幻之星 網路版 III 卡片革命
- Phantasy Star Online Episode I & II　　夢幻之星 網路版 I & II 加強版
- Phantasy Star Online Episode I & II　　夢幻之星 網路版 I & II

### XBOX
- Sonic Riders　ソニックライダーズ　音速小子 滑板競速
- Shadow the Hedgehog　シャドウ・ザ・ヘッジホッグ　音速小子外傳：闇影刺蝟尋憶記
- Puyo Pop Fever　ぷよぷよフィーバー　狂熱魔法氣泡
- Sonic Heroes　ソニックヒーローズ　音速小子 群英會
- Phantasy Star Online Episode I & II　ﾌｧﾝﾀｼｰｽﾀｰｵﾝﾗｲﾝ エピソード I&II　夢幻之星 網路版 I & II

### Game Boy Advance
- Puyo Pop Fever　ぷよぷよフィーバー　狂熱魔法氣泡
- Sonic Advance　ソニックアドバンス3　音速小子GBA 3
- Sonic Advance　ソニックアドバンス2　音速小子GBA 2
- Sonic Advance　ソニックアドバンス　音速小子GBA
- Sonic Battle　ソニックバトル　音速小子大亂鬥
- Sonic Pinball Party　ソニックピンボールパーティー　音速小子 彈珠派對
- Chu Chu Rocket!　チューチューロケット！　啾啾火箭

### Windows,Macintosh
- Phantasy Star Ambition of the Illuminus　ファンタシースターユニバース イルミナスの野望　夢幻之星宇宙紀 伊魯米納斯的野望
- Phantasy Star Universe　ファンタシースターユニバース　夢幻之星 宇宙紀
- Puyo Pop Fever　ぷよぷよフィーバー　狂熱魔法氣泡
- Puyo Pop Fever　ぷよぷよフィーバー　狂熱魔法氣泡
- Sonic Heroes　ソニックヒーローズ　音速小子 群英會
- Phantasy Star Online　ﾌｧﾝﾀｼｰｽﾀｰｵﾝﾗｲﾝ エピソードIV ブルーバースト　夢幻之星 網路版IV 蒼藍爆擊
- Phantasy Star Online　ﾌｧﾝﾀｼｰｽﾀｰｵﾝﾗｲﾝ　夢幻之星 網路版
- Sonic Advenrute DX　ソニックアドベンチャーDX　音速小子大冒險DX

### Sega Dreamcast
- Puyo Pop Fever　ぷよぷよフィーバー　狂熱魔法氣泡
- Sonic Adventure 2　ソニックアドベンチャー２　音速小子大冒險2
- Phantasy Star Online　ファンタシースターオンライン　夢幻之星 網路版
- Space Channel 5　スペースチャンネル5　太空頻道5
- Samba De Amigo　サンバ DE アミーゴ　歡樂森巴
- Chu Chu Rocket!　チューチューロケット！　啾啾火箭
- Sonic Adventure　ソニックアドベンチャー　音速小子大冒險

### Sega Saturn
- Sonic 3D Flickies' Island　ソニック ３D フリッキーアイランド　音速小子3D
- Burning Rangers　バーニングレンジャー　烈火英豪
- Sonic R　ソニック R　音速小子R
- Sonic Jam　ソニックジャム　音速小子合輯
- Nights into Dreams　ナイツ　飛天幽夢
- Christmas Nights　クリスマスナイツ　飛天幽夢冬季限定版（非公开售卖）